# Jason-1
Jason – projekt satelitarny monitorujący globalną cyrkulację oceanu za pomocą pomiarów altymetrycznych.